# Евровизия: Историята на Файър Сага
„Евровизия: Историята на Файър Сага“ (на английски: Eurovision Song Contest: The Story of Fire Saga) е американска музикална комедия от 2020 г. на режисьора Дейвид Добкин по сценарий на Уил Феръл и Андрю Стийл. Действието се върти около исландските певци Ларс Ериксонг (Феръл) и Сигрит Ериксдотир (Рейчъл Макадамс), които получават шанс да представляват страната си на Евровизия.
Филмът е пуснат в Netflix на 26 юни 2020 г.